# بركان سيمرو
جبل سيمرو البركاني (بالإنجليزية: Mount Semeru volcanic)‏، بركان نشط في جاوة الشرقية، إندونيسيا. وهو يقع في منطقة الاندساس، حيث تنحدر الصفيحة الهندية الأسترالية تحت صفيحة أوراسيا. وهو أعلى جبل في جزيرة جاوة. يُعرف هذا البركان الطبقي أيضًا باسم «مهاميرو»(Mahameru)، ويعني «الجبل العظيم» الاسم مشتق من جبل ميرو أو سوميرو في علم الكونيات الهندوسي، ويعد «جبل سيمرو البركاني» أحد أشهر وجهات المشي لمسافات طويلة في إندونيسيا.

## جيولوجيا
يرتفع جبل سيمرو البركاني بشكل حاد فوق السهول الساحلية في جاوة الشرقية. تشكلت البحيرات البركانية التي تحتوي على فوهة البركان على طول خط عبر قمة البركان. تم تشكيله جنوباً عند بحيرات (أجيك-أجيك وجامباغان). تقع سيمرو في الطرف الجنوبي من مجمع «تنجر»(Tengger) البركاني.

## الثوران البركاني
تاريخ سيمرو البركاني غزير. منذ عام 1818، سُجل ما لا يقل عن 55 ثورانًا (10 منها أدت إلى وفيات) وقد تكونت من تدفقات الحمم البركانية وتدفقات فتاتية بركانية. جميع الثورات البركانية التاريخية لها مؤشر التفجر البركاني (VEI) من 2 أو 3. كان سيمرو في حالة ثوران شبه مستمر منذ عام 1967 حتى الوقت الحاضر. في بعض الأحيان، تحدث الانفجارات الصغيرة كل 20 دقيقة أو نحو ذلك.